# Pertusa
Pertusa est une commune d’Espagne, dans la province de Huesca, communauté autonome d'Aragon comarque de Hoya de Huesca.

## Géographie

### Localités limitrophes
- Antillón
- Barbuñales
- Torres de Alcanadre
- Salillas
- Angüés
- Laperdiguera

## Histoire
La première mention de la commune date de 1106 dans le cartulaire de Roda, p. 69-70.

## Politique
| Période   | Nom                            | Parti |  |
| --------- | ------------------------------ | ----- |  |
| 1940-?    | Jesús Mancho Solana            | PSOE  |  |
| 1979-1983 |                                |       |  |
| 1983-1987 | Jesús Mancho Solana            | PSOE  |  |
| 1987-1991 | servando joaquin mancho allue  | CDS   |  |
| 1991-1995 | servando joaquin mancho allue  | CDS   |  |
| 1995-1999 | Servando Joaquín Mancho Allué  | PSOE  |  |
| 1999-2003 | Servando Joaquín Mancho Allué  | PSOE  |  |
| 2003-2007 | Servando Joaquín Mancho Allué  | PSOE  |  |
| 2011-2015 | María Rosario Mancho Escartín, | PAR   |  |
| 2015-2019 | María Rosario Mancho Escartín, | PAR   |  |

## Démographie
| 1900 | 1910 | 1930 | 1940 | 1950 | 1960 | 1970 | 1981 | 1986 | 1992 | 1999 | 2004 |
| ---- | ---- | ---- | ---- | ---- | ---- | ---- | ---- | ---- | ---- | ---- | ---- |
| 666  | 552  | 439  | 356  | 290  | 295  | 191  | 157  | 156  | 158  | 154  | 135  |